# 前675年
| 千纪： | 前1千纪 |
| 世纪： | 前8世纪 \| 前7世纪 \| 前6世纪 |
| 年代： | 前700年代 \| 前690年代 \| 前680年代 \| 前670年代 \| 前660年代 \| 前650年代 \| 前640年代                                                                                   |
| 年份： | 前680年 \| 前679年 \| 前678年 \| 前677年 \| 前676年 \| 前675年 \| 前674年 \| 前673年 \| 前672年 \| 前671年 \| 前670年                                                     |
| 纪年： | 周惠王二年 魯莊公十九年 齊桓公十一年 晉献公二年 秦宣公元年 宋桓公七年 楚堵敖二年 衛惠公二十五年 陳宣公十八年 蔡哀侯二十年 曹庄公27年 郑厉公后五年 燕庄公十六年 杞共公六年 |

## 大事记
- 大夫边伯等五人联合南燕国和卫国攻打周惠王。周惠王逃到温，五大夫立王子颓为王。
- 衛國嫁女于陳國，公子結送魯女陪嫁，到達鄄地後，聽說齊國和宋國在召開盟會討論進攻魯國，公子結便不送陪嫁之女，與齊桓公、宋閔公結盟。當年冬季，齊國、宋國、陳國發兵進攻魯國西部邊境。

## 逝世
- 迪奧塞斯：米底王國建立者。
- 楚文王